# Laemolyta
Laemolyta is een geslacht van straalvinnige vissen uit de familie van de kopstaanders (Anostomidae).

## Soorten
- Laemolyta fasciata Pearson, 1924
- Laemolyta fernandezi Myers, 1950
- Laemolyta garmani (Borodin, 1931)
- Laemolyta macra Géry, 1974
- Laemolyta nitens (Garman, 1890)
- Laemolyta orinocensis (Steindachner, 1879)
- Laemolyta proxima (Garman, 1890)
- Laemolyta taeniata (Kner, 1858)
- Laemolyta varia (Garman, 1890)